# Sue Walker
Sue Walker (14 de septiembre de 1967) es una deportista británica que compitió en remo. Ganó dos medallas en el Campeonato Mundial de Remo de 1997, oro en cuatro sin timonel y bronce en ocho con timonel.

## Palmarés internacional
| Campeonato Mundial | Campeonato Mundial     | Campeonato Mundial | Campeonato Mundial |
| Año                | Lugar                  | Medalla            | Prueba             |
| ------------------ | ---------------------- | ------------------ | ------------------ |
| 1997               | Aiguebelette (Francia) | Medalla de oro     | Cuatro sin timonel |
| 1997               | Aiguebelette (Francia) | Medalla de bronce  | Ocho con timonel   |